# Fred Ottman
Fred Alex Ottman (né le 10 août 1956 à Norfolk) est un catcheur américain. Il est principalement connu pour son travail à la World Wrestling Federation au début des années 1990 sous les noms de Tugboat puis Typhoon. Il forma l'équipe des Natural Disasters dans cette fédération avec Earthquake et décrocha les titres par équipe en 1992.
Embauché par la World Championship Wrestling en 1993, sous la gimmick du Shockmaster, il deviendra célèbre avec ce personnage lorsqu'il chuta et perdit son casque, en direct à la télévision, décrédibilisant son personnage face. 

## Jeunesse
Fred Alex Ottman grandit à Miami et est fan de catch. Il fait partie de l'équipe de football américain de son lycée puis après le lycée il obtient une bourse sportive pour faire partie de l'équipe d'athlétisme du Miami Dade College. Il y fait du lancer de poids et du lancer de disque.
Il a pour objectif de participer aux Jeux olympiques d'été de 1980, s'entraînant avec Ricky Bruch. Il fait aussi des compétitions d’haltérophilie et de force athlétique.

## Carrière de catcheur

### Début de carrière (1984-1986)
Fred Alex Ottman rencontre les catcheurs The Kangaroos (Al Costello (en) et Don Kent (en)) dans une salle de sport et ces derniers lui recommandent de devenir catcheur. Ottman part alors s'entraîner auprès de Boris Malenko (en).
Il débuta à la Championship Wrestling of Georgia, sous le nom de Siegfried. Puis il catcha à la Texas All-Star Wrestling, où il remporte le TAW USA Heavyweight Championship contre Al Madril le 15 décembre 1985. Ceinture, initialement vacante, qu'il garde 43 jours.

### Continental Wrestling Association (1986-1987)
Ottman continue de combattre à la CWA sous le nom de Big Bubba. 

#### 1986
Le titre AWA International Heavyweight Championship étant vacant, un combat a lieu entre Big Bubba et Pat Tanaka pour le titre le 06 octobre. Le Mid South Coliseum voit la victoire de Big Bubba, devenant ainsi champion. Il conserve, par disqualification, sa ceinture contre le 15 décembre contre Tommy Rich.    

#### 1987
Le 4 janvier, Ottman perd son titre Heavyweight contre Soul Train Jones. Il intègre par la suite l'équipe The Downtown Connection, avec Goliath (Bill White) et pour manager Downtown Bruno. La Downtown Connection a une rivalité avec les Memphis Vice et l'équipe de Billy Joe Travis et de Jeff Jarrett. Big Bubba et Goliath remportent l'AWA Southern Tag Team Championship des mains de Travis et Jarrett, le 22 février. Pendant 43 jours, ils conservent le titre par équipe de la compagnie, faisant un match revanche qu'ils remportent le 2 mars. 
La Dowtown Connection tente de remporter le titre AWA World Tag Team, contre les Midnight Rockers (Marty Jannetty & Shawn Michaels) mais le match se solde avec une défaite. 
Les cinq derniers matches d'Ottman se soldent par des défaites. Lors de l'événement du 16 novembre, il perd un "Loser of the Fall Leaves Town" ("le perdant quitte la ville"), dans un match par 3 contre 3, l'équipe de Big Bubba et The Bad Company (Pat Tanaka et Paul Diamond) étant défaits par Carl Fergie, Don Bass et The Black Prince. Il quitte la structure après ce match.

### Florida Championship Wrestling / Professional Wrestling Federation (1988-1989)
Après deux matches à la Continental Championship Wrestling, Ottman intègre la Florida Championship Wrestling (FCW) en tant que US Steele. Il remporte, le 24 septembre 1988, une battle royale lors de son premier match officiel. 
Lors du show du 09 novembre de la même année, US Steele défait Dick Slater et obtient le titre FCW Florida. Ceinture qu'il conserve le 30 novembre contre The Terminator (Mark Laurinaitis). 
Devenue la Professional Wrestling Federation en février 1989, les titres sont rendus vacants. The Big Steele Man - nouveau nom d'Ottman - perd le match pour le titre, lors du show The Homecoming, contre Dusty Rhodes, malgré la présence de Diamond Dallas Page à ses côtés. Lors de The Homecoming II, il gagne un match de boxe contre Dick Slater au round 4. Dusty Rhodes reste son plus grand adversaire, remportant la ceinture de nouveau lors du match en cage lors d'un show à Saratosa le 13 mai. Il restera le dernier détenteur de la ceinture PWF Championship.
Il dispute un dernier match pour le titre CWA World Heavyweight, contre Otto Wanz, qu'il perd au round 6.

### World Wrestling Federation (1989-1993)

#### Tugboat (1989-1991)
Après 4 matchs en Dark, Ottman commence à sa carrière à la World Wrestling Federation - en tant que Tugboat Thomas - en battant le Brooklyn Brawler dans un House Show. Dans l'épisode WWF Superstars 174, Tugboat Thomas dispute son premier match télévisé, en battant Iron Mike Shape en 2:26. 
La gimmick de Tugboat correspond à un marin habillé à l'ancienne (calot de marin blanc, maillot sans manches et rayés en rouge et blanc), avec une catch phrase "Toot toot" en mimant la sirène d'un bateau. Il est un favori des foules, combattant notamment Dino Bravo et Earthquake et faisant équipe avec Hulk Hogan. 
Le 22 novembre 1990, aux Survivor Series,  Tugboat est dans l'équipe gagnante des Hulkamaniacs - avec Hulk Hogan, Jim Duggan et le Big Boss Man - faisant face aux Natural Disasters originaux (Dino Bravo, Earthquake, Haku et The Barbarian). Au Royal Rumble 1991, il entre en 30e position mais est éliminé rapidement par Hulk Hogan, le vainqueur du Rumble. Il est également le premier test important de l'Undertaker, de nombreux matches en house show ayant lieu entre les deux. Lors de l'épisode 244 du 5 mai 1991 de Wrestling Challenge, Tugboat est challenger au titre Intercontinental de Mr. Perfect mais il est battu en 4:12.

## Vie personnelle
Aujourd'hui retraité des rings, il a travaillé dans une société floridienne de service de nettoyage, Gaffin Industrial Services, en tant que manager sécurité.
Il a également entraîné ses fils, Berkley et Beau, et sa fille Bailey au sein d'une équipe de la Little League Baseball and Softball. 
Fred Ottman était marié à Bobby Rodriguez Runnels, belle-sœur de Virgil Riley Runnels, Jr. - plus connu sous le nom de catcheur Dusty Rhodes. Celui-là était ainsi son beau-frère, et Dustin (Goldust) et Cody ses neveux. 

## Championnats et récompenses remportées
- World Wrestling Federation
  - Champion par équipe de la WWWF (1 fois) avec Earthquake
  - WWE Hall of Fame (2025) avec The Natural Disasters (en)